# Deutsche Nationalsozialistische Arbeiterpartei
Deutsche Nationalsozialistische Arbeiterpartei, DNSAP, var ett nationalsocialistiskt parti i Österrike, bildat i maj 1918. År 1923 delades partiet i två fraktioner, Deutschsozialen Verein och Schulz-Gruppe. Under 1930-talet blev de flesta av partiets medlemmar sympatisörer av det tyska NSDAP, Nationalsocialistiska tyska arbetarepartiet. DNSAP utgjorde en avgörande faktor bakom Anschluss, Tysklands annektering av Österrike i mars 1938.